# Édouard Molinaro
Édouard Molinaro (Bordeaux, França, 13 de maio de 1928 – Paris, França, 7 de dezembro de 2013), foi um cineasta francês.

## Filmografia parcial
- 1946 : Evasion
- 1947 : La rose et la réseda
- 1948 : Un monsieur très chic
- 1948 : Le cercle
- 1949 : Le verbe en cher
- 1950 : L'honneur est sauf
- 1953 : La meilleur part
- 1953 : Chemins d'avril
- 1954 : L'accumulateur de plomb
- 1955 : Quatrième vœu
- 1956 : Les biens de ce monde
- 1957 : Appelez le 17
- 1957 : Les Alchimistes
- 1958 : Le Dos au mur
- 1959 : Des femmes disparaissent
- 1959 : Un témoin dans la ville
- 1960 : Une fille pour l'été
- 1961 : La Mort de Belle
- 1962 : Les Ennemis
- 1962 : Les Sept Péchés capitaux, sketch L'envie
- 1962 : Arsène Lupin contre Arsène Lupin
- 1964 : Une ravissante idiote
- 1964 : La Chasse à l'homme
- 1965 : Quand passent les faisans
- 1967 : Peau d'espion
- 1967 : Oscar
- 1969 : Hibernatus
- 1969 : Mon oncle Benjamin
- 1970 : La Liberté en croupe
- 1971 : Les Aveux les plus doux
- 1972 : La Mandarine
- 1973 : Le Gang des otages
- 1973 : L'Emmerdeur
- 1974 : L'Ironie du sort
- 1975 : Le Téléphone rose
- 1976 : Dracula père et fils
- 1977 : L'Homme pressé
- 1978 : La Cage aux folles
- 1979 : Cause toujours... tu m'intéresses !
- 1980 : Les Séducteurs
- 1980 : La cage aux folles II
- 1982 : Pour 100 briques t'as plus rien...
- 1984 : |Just the Way You Are
- 1985 : Palace
- 1985 : L'Amour en douce
- 1985 : La cage aux folles III
- 1988 : À gauche en sortant de l'ascenseur
- 1992 : Le Souper
- 1996 : Beaumarchais, l'insolent
- 2007 : Dirty Slapping